# Hội chứng kháng synthetase
Hội chứng kháng synthetase là một bệnh tự miễn liên quan đến bệnh phổi kẽ, viêm bì cơ và viêm đa cơ.

## Dấu hiệu và triệu chứng
Là một hội chứng, tình trạng này khó được xác định. Tiêu chuẩn chẩn đoán yêu cầu một hoặc nhiều kháng thể antisynthetase (nhắm đến enzyme tRNA synthetase) và một hoặc nhiều trong ba đặc điểm lâm sàng sau đây: bệnh phổi kẽ, bệnh cơ viêm và viêm đa khớp viêm đối xứng với các khớp nhỏ. Các tính năng hỗ trợ khác có thể bao gồm sốt, hiện tượng Raynaud và "bàn tay cơ khí" - da, nứt nẻ thường ở lòng bàn tay và bề mặt xuyên tâm của các chữ số.
Bệnh này, dù hiếm gặp như vậy, phổ biến ở phụ nữ hơn nam giới. Chẩn đoán sớm là khó khăn, và trường hợp nhẹ hơn có thể không được phát hiện. Ngoài ra, bệnh phổi kẽ có thể là biểu hiện duy nhất của bệnh. Bệnh nặng có thể phát triển theo thời gian, với tái phát không liên tục.

## Sinh bệnh học
Nó được yêu cầu rằng tự kháng thể được hình thành chống lại synthetase aminoacyl-tRNA. Các synthethase có thể liên quan đến việc tuyển dụng các tế bào viêm và trình diện kháng nguyên đến vị trí tổn thương cơ hoặc phổi. Con đường dẫn truyền phân tử cụ thể của quá trình đang chờ làm sáng tỏ.

### Kháng thể antisynthetase
Kháng thể phổ biến nhất là "Anti-Jo-1" được đặt theo tên của John P, một bệnh nhân bị viêm đa cơ và bệnh phổi kẽ được phát hiện vào năm 1980. Kháng thể kháng histidyl tRNA Synthetase này thường thấy ở những bệnh nhân có biểu hiện ở phổi của hội chứng. Sau đây là các kháng thể có thể khác có thể thấy liên quan đến hội chứng antisynthetase: Anti-PL-7, Anti-PL-12, Anti-EJ, Anti-OJ, Anti-KS, Anti-Zo, Anti-Ha-YRS, và chống SRP.

## Chẩn đoán
Khi có các triệu chứng đáng ngờ, một số xét nghiệm rất hữu ích trong chẩn đoán:
- Enzyme cơ bắp thường tăng cao, tức là creatine kinase
- Xét nghiệm kháng thể chống Jo-1
- Điện cơ
- Sinh thiết cơ
- Xét nghiệm chức năng phổi
- Sinh thiết phổi